# Eter (imię)
Eter (deseret 𐐀𐐛𐐇𐐡, 𐐁𐐛𐐇𐐡) – imię męskie występujące w wyznaniach należących do ruchu świętych w dniach ostatnich (mormonów).

## Pochodzenie
Pochodzi z Księgi Mormona, jednego z pism świętych przynależnych do kanonu tej tradycji religijnej. Nosił je w niej Eter, ostatni prorok Jeredytów.

## Perspektywa historyczna
Pojawia się w źródłach historycznych już w początkach mormonizmu. Nosił je syn Parleya P. Pratta i Marthy Monks. Dziecko to, urodzone już w Salt Lake City 30 stycznia 1849, zmarło tamże niespełna miesiąc później, bo 27 lutego 1849. Jego los podzieliły później inne dzieci Pratta, również noszące imiona inspirowane Księgą Mormona, odpowiednio Mormon Pratt (1850) oraz Mosiah Pratt (1850).

## Występowanie i obecność w mormońskiej kulturze
Jako imię specyficznie mormońskie znalazło odbicie w kulturze Kościoła, z którego wierzeń wyrosło. Artykuł na łamach pisma „Friend” z maja 1994 wskazuje choćby, że imię zaczerpnięte z Księgi Mormona może być powodem do dumy oraz wywierać pozytywny wpływ na życie duchowe noszącego je człowieka. Podobną tematykę porusza numer tego samego pisma z lutego 1995.
Międzynarodowa ekspansja mormonizmu przyczyniła się do pojawienia się imienia Eter również poza granicami Stanów Zjednoczonych. Występuje chociażby wśród nowozelandzkich Maorysów (w zapisie Etere).